# 苗栗事件
苗栗事件（びょうりつじけん）は、1913年（大正2年）に日本領台湾で発生した武装蜂起の既遂・未遂事件の総称。
苗栗事件（首謀者：羅福星）、関帝廟事件（首謀者：李阿斉）、東勢角事件（首謀者：頼来）、大湖事件（首謀者：張火炉）、南投事件（首謀者：沈阿栄）があり、相互に連携をとって行動したわけではないが、まとめて検挙され裁かれたことから、代表的な苗栗事件をもって名づけられた。

## 蜂起の事情
1894年に日清戦争が終結すると、日本は植民地支配の対象として清国に台湾を割譲させようとした、交渉は難航したが最終的に清国も台湾を切り捨てることを了承することとなり、下関条約が締結された。祖国から見捨てられたと知った台湾人達は自分たちの手で侵略者と対決しなければならないことを悟り台湾民主国を建国、台湾民主国が国際的な支持を集めることを危険視した日本は皇族を司令官とする数万の大軍を派遣し早急に台湾を武力征服することを決定した。数ヶ月に及ぶ戦争の末日本軍は完全に台湾を制圧、植民地支配を開始することになるが、その後も独立蜂起が数知れず起こり、日本軍の鎮圧も益々過激・残虐なものとなった。台湾民政長官後藤新平はこのままでは植民地支配を継続することが出来ないとして抵抗運動への容赦ない弾圧を強めつつも、一方で帰順するものには各種恩恵を与えるという飴と鞭の政策を巧みに使い分け、台湾人の抵抗運動をほぼ粉砕することに成功した。しかし猶も自由の望みを捨てない指導者達がおり、1910年代には羅福星のそれを初めとする最後の武装蜂起が行われた。

## 事件の概要
苗栗以外の諸事件は、宗教色の強い神懸り的な事件であったが、苗栗事件は校長の経歴を持つインテリの羅福星が起こしたものであり、辛亥革命の影響を強く受けた一種の革命運動であった。羅福星は巧みな弁舌で約500人の同志を得ることができた。しかし、羅福星は蜂起直前に淡水で逮捕された。
羅福星は他の事件の被告とともに裁かれ、羅福星を含む20人が死刑に処された。

## 台湾統治への影響
羅福星の蜂起の後、1915年の西来庵独立蜂起などが起こったが、1920年までには漢民族主体の抗日武力闘争は完全に粉砕されることになった。理由としては台湾総督府側との絶対的な戦力差、そして清朝を引き継いだ中華民国も台湾を見捨てる政策を取り続けたことなどが挙げられている。台湾漢民族のほとんどは物理的にも精神的にも植民地統治に屈服することとなり、屈辱感を味わいながらも『帝国臣民』として生きる道を選ばざるを得なくなった。一方総督府側も台湾人が統治に屈服し受容したことを歓迎し、露骨な弾圧は控えるようになったため以後の台湾人による運動は議会設置運動や自治請願などにとどまり、先住民の抵抗運動を除けば終戦まで平穏な情勢が続いた。羅福星を初めとする抗日運動の指導者達の記憶は台湾人の心に深く刻まれ、植民統治に服しつつも猶台湾人が自尊心を失わなかった一因となったのも事実である。